# Riu Vítxegda
El riu Vítxegda (Вычегда en rus) és un riu de la Rússia europea, un afluent del Dvinà Septentrional. Té una longitud de 1.130 km i comprèn una superfície de 121.000 km².Administrativament discorre per la República de Komi i per l'óblast d'Arkhànguelsk.

## Geografia
Neix a la part sud-est de la serralada de Timan, a la República de Komi, a pocs quilòmetres al sud de la ciutat de Zelenets, a uns 300 km dels Urals. Passa primer en direcció oest, i a l'alçada de Vóldino, després de rebre el riu Vol per la dreta, gira cap al sud. Després passa davant de les viles de Pojeg, Sedtidin, Miéldino i Ust-Nem, i a continuació rep per l'esquerra el riu Nem.
El riu torna de nou a dirigir-se cap a l'oest, banyant Lebiajsk i Seriag, rep per l'esquerra el riu Sévernaia Keltma. Continua mantenint la direcció cap a l'oest, travessa Ust-Kulom, Dereviansk i Anib, i poc després rep per la dreta el riu Víxera, una mica abans de Storozevsk. Passa per Pezmog, Kortkeros, Mazda i Krasnozatokski, on rep per l'esquerra un dels seus afluents més importants, el riu Síssola.
A continuació arriba a Siktivkar i passada la ciutat gira 90 graus cap al nord, banyant Ezva, Kàssovo, on descriu un meandre en què rep per l'esquerra el riu Pojeg, i Vogvàdino, on rep per l'esquerra el riu Vim, el més llarg dels seus afluents. Gira de nou a l'oest, passa per Ust-Vim, Àikino, Vezdino, Gam, Zessart i Mejog.
Abandona la República de Komi i entra a l'óblast d'Arkhànguelsk, on rep per la dreta el riu Iàrenga, on hi ha la ciutat de Iàrensk. El riu pren aquí direcció sud-oest, passa per Irta, Litvínovo i Kharitónovo, després rep per l'esquerra el riu Víled. Continua per Koriajma, Solvitxegodsk i finalment Kotlas, just a la desembocadura amb el Dvinà Septentrional a la seva riba esquerra.